# Onthophagus savanicola
Onthophagus savanicola es una especie de insecto del género Onthophagus, familia Scarabaeidae, orden Coleoptera.

Fue descrita científicamente por Cambefort en 1984.